# Fabricio Perrén
Fabricio Perrén (Lehmann, 1º luglio 1988) è un pilota motociclistico argentino.

## Carriera
Per quanto riguarda le competizioni del motomondiale il suo esordio si è registrato in occasione del Gran Premio motociclistico di Catalogna 2004, in classe 125 alla guida di una Honda RS 125 R del team RC Recouso Sport; in questa occasione non è però riuscito a giungere al traguardo.
Nel motomondiale 2006 ha preso parte a 11 gran premi, questa volta in classe 250 con la Honda RS 250 R del team Stop And Go Racing in sostituzione di Jordi Carchano, ottenendo un totale di 7 punti che l'hanno fatto classificare al 27º posto della classifica mondiale dell'anno.
Dopo aver iniziato le prove della nuova moto nella seconda metà del 2009, il pilota era stato preiscritto tra i partecipanti alla nuova Moto2 nel motomondiale 2010, ma l'iscrizione non è stata completata a causa dei problemi finanziari intervenuti al suo team.

## Risultati nel motomondiale
| 2004 | Classe | Moto  |  |  |  |  |     |  |  |  |  |  |  |  |  |  |  |  |  | Punti | Pos. |
| ---- | ------ | ----- |  |  |  |  | --- |  |  |  |  |  |  |  |  |  |  |  |  | ----- | ---- |
| 2004 | 125    | Honda |  |  |  |  | Rit |  |  |  |  |  |  |  |  |  |  |  |  | 0     |      |

| 2006 | Classe | Moto  |  |  |  |  |  |    |    |    |     |    |    |    |     |    |    |    |    | Punti | Pos. |
| ---- | ------ | ----- |  |  |  |  |  | -- | -- | -- | --- | -- | -- | -- | --- | -- | -- | -- | -- | ----- | ---- |
| 2006 | 250    | Honda |  |  |  |  |  | 15 | 15 | 16 | Rit | 17 | NE | 16 | Rit | 14 | 15 | 17 | 14 | 7     | 27º  |

| Legenda | 1º posto        | 2º posto            | 3º posto            | A punti      | Senza punti        | Grassetto – Pole position Corsivo – Giro più veloce |
| Legenda | Gara non valida | Non qual./Non part. | Ritirato/Non class. | Squalificato | '-' Dato non disp. | Grassetto – Pole position Corsivo – Giro più veloce |